# Rudolf Heidenhain
Rudolf Peter Heinrich Heidenhaim (Marienwerder, 1834 – Breslavia, 1897) è stato un fisiologo tedesco.

## Biografia
Docente all'università di Breslavia dal 1859, fu ideatore della teoria secretoria sui reni, che prevedeva un contrasto con la teoria meccanica di Carl Ludwig.